# Saint-Erme-Outre-et-Ramecourt
Saint-Erme-Outre-et-Ramecourt è un comune francese di 1 859 abitanti situato nel dipartimento dell'Aisne della regione dell'Alta Francia.

## Monumenti
Le tre antiche parrocchie hanno conservato le loro chiese: 
- Chiesa di Sant'Erma a Saint-Erme-Ville, con elementi architettonici che datano dall'XI secolo, monumento storico;
- Chiesa di San Géry a Outre, che risale al XVII secolo;
- Chiesa di San Teodolfo a Ramecourt, che risal al XII secolo, ma ricostruita a tappe; l'edificio attuale è essenzialmente del XIX secolo[2].

## Società

### Evoluzione demografica
Abitanti censiti